# 1953.
◄ | 19. stoljeće | 20. stoljeće | 21. stoljeće | ►
◄ | 1920-ih | 1930-ih | 1940-ih | 1950-ih | 1960-ih | 1970-ih | 1980-ih | ►
◄◄ | ◄ | 1950. | 1951. | 1952. | 1953. | 1954. | 1955. | 1956. | ► | ►►
Arhitektura • Astronautika • Astronomija • Biologija • Film • Fotografija • Glazba • Kazalište • Kemija • Kiparstvo • Knjige • Književnost • Kršćanstvo • Meteorologija • Medicina • Planinarstvo • Politika • Pravo • Promet • Slikarstvo • Strip • Šport • Televizija • Znanost • Zrakoplovstvo • Željeznički promet

## Događaji
- Mount Everest14. siječnja – Josip Broz Tito postaje 2. predsjednik Socijalističke Federativne Republike Jugoslavije.
- 16. rujna – U New Yorku je održana premijera prvog filma u cinemascopeu "The Robe" s Richardom Burtonom i Jean Simmons u glavnim ulogama.
- 29. svibnja – Novozelandski alpinist Edmund Hillary (Sir Edmund Percival Hillary, 20.07.1919., Auckland, Novi Zeland – ) i Nepalac Tenzing Norgay ( 1914. – 09.05.1986.) osvojili najviši planinski vrh na zemlji Mount Everest (na domorodačkom: Chomo-lungma, 8.848 metara) na Himalajima i time postali prvi ljudi u povijesti planinarstva koji su se popeli na "krov svijeta".
  - U Zagrebu osnovano Dramsko kazalište Gavella.

## Rođenja

### Siječanj – ožujak
- 6. siječnja – Tomislav Ivčić, hrvatski pjevač († 1993.)
- 6. siječnja – Zdenko Radulj, hrvatski general i vojni pilot
- 6. siječnja – Malcolm Young, australski glazbenik, suosnivač AC/DC-a († 2017.)
- 29. siječnja – Charlie Wilson, američki pjevač
- 2. veljače – William Petersen, američki glumac
- 28. veljače – Paul Krugman, američki ekonomist i nobelovac
- 25. ožujka – Vesna Pusić, hrvatska političarka

### Travanj – lipanj
- 1. travnja – Barry Sonnenfeld, američki producent, redatelj i snimatelj filmova
- 3. travnja – Pavao Miljavac, hrvatski general i političar († 2022.)
- 11. travnja – Branimir Johnny Štulić, frontmen grupe Azra
- 14. travnja – Slavica Buljan, katolička redovnica, hrvatska pjesnikinja
- 26. travnja – Vlado Kalember, hrvatski pjevač
- 11. svibnja – Đorđe Balašević, srpski pjevač († 2021.)
- 16. svibnja – Pierce Brosnan, irsko-američki glumac
- 8. lipnja – Ivo Sanader, hrvatski političar
- 15. lipnja – Meri Cetinić, hrvatska pjevačica
- 21. lipnja – Benazir Bhutto, pakistanska političarka i bivša premijerka († 2007.)
- 25. lipnja – Mato Došen, hrvatski glazbeni producent i tekstopisac († 2010.)

### Srpanj – rujan
- 1. srpnja – Jadranka Kosor, hrvatska političarka
- 15. srpnja – Neda Arnerić, srpska glumica († 2020.)
- 11. kolovoza – Hulk Hogan, američki kečer († 2025.)
- 16. kolovoza – Vincent Curatola, američki glumac i scenarist
- 25. kolovoza – Ivan Pereža, hrvatski karikaturist
- 8. rujna – Alem Ćurin, hrvatski strip-autor († 2020.)
- 13. rujna – Fabijan Lovrić, bosanskohercegovački i hrvatski pjesnik († 2023.)
- 15. rujna – Jure Radić, hrvatski političar († 2016.)

### Listopad – prosinac
- 9. listopada – Tony Shalhoub, američki glumac
- 3. studenoga – Kate Capshaw, američka glumica
- 20. studenoga – Halid Bešlić, bosanskohercegovački pjevač
- 22. studenoga – Matija Ljubek, hrvatski kanuist († 2000.)
- 2. prosinca – Ana Lovrin, hrvatska političarka
- 8. prosinca – Kim Basinger, američka filmska glumica
- 8. prosinca – Sam Kinison, američki glumac i komičar († 1992.)
- 9. prosinca – John Malkovich, američki glumac, producent i režiser
- 12. prosinca – Bruce Kulick, američki glazbenik
- 22. prosinca – Dalibor Paulik, hrvatski teatrolog i skladatelj († 2012.)
- 24. prosinca – Mira Bosanac, hrvatska glumica

## Smrti

### Siječanj – ožujak
- 6. siječnja – Vaclav Huml, češko-hrvatski violinist i glazbeni pedagog (* 1880.)
- 5. ožujka – Josif Visarionovič Džugašvili Staljin, sovjetski političar i državnik (* 1879.)

### Travanj- lipanj
- 1. lipnja – Emanuel Vidović, hrvatski slikar (* 1870.)
- 5. lipnja – Bill Tilden, američki tenisač (* 1893.)

### Srpanj – rujan
- 28. rujna – Edwin Hubble, američki astronom (* 1889.)

### Listopad – prosinac
- 27. listopada – Ivo Kerdić, hrvatski medaljer i kipar (* 1881.)
- 8. studenoga – Ivan Aleksejevič Bunin, ruski književnik (* 1870.)
- 19. prosinca – Robert Andrews Millikan, američki fizičar (* 1868.)

## Nobelova nagrada za 1953. godinu
- Fizika: Frits Zernike
- Kemija: Hermann Staudinger
- Fiziologija i medicina: Hans Adolf Krebs i Fritz Albert Lipmann
- Književnost: Winston Churchill
- Mir: George Catlett Marshall

## Vanjske poveznice
|  | Zajednički poslužitelj ima još gradiva o temi 1953. |